# Borkultusz
A Borkultusz a TV2-n futott kulturális magazin. A Borkultusz Magyarországon az első olyan műsor-sorozat, mely a borkultúrát népszerűsíti. Az első adást 2009. október 11-én sugározták, a műsor pedig egészen 2012. december 23-ig volt látható.